# Januswort
Ein Januswort (nach dem Gott Janus), auch Antagonym oder Autoantonym, ist ein Wort mit mindestens zwei Bedeutungen, wobei eine Bedeutung das Gegenteil einer anderen ist. Dies ergibt die alternative Bezeichnung einer „Auto-Antonymie“ (also Selbst-Gegensinnigkeit). 

## Bezeichnungen
Der Sprachwissenschaftler Andreas Blank spricht von Autoantonymie. Die Bezeichnungen Antagonym und Kontranym sind in der deutschen Sprache neue und selten verwendete Lehnübersetzungen.
Die englische Bezeichnung antagonym wurde von Charles N. Ellis eingeführt, der eine Liste englischer Januswörter im Internet unterhält. Die Bezeichnung auto-antonymy wurde 1994 von Alex Eulenberg vorgeschlagen.

## Vorkommen
Entstehen kann das Phänomen durch Bedeutungswandel (Polysemie) oder lautlichen (Homophonie) oder schriftlichen Zusammenfall (Homographie) unterschiedlicher Wörter.
Meist wird die beabsichtigte Bedeutung durch den Satzkontext klar, manchmal auch nur durch die linguistische Varietät. So steht beispielsweise das Wort Untiefe in der Nautik für eine sehr geringe Tiefe (un- als Negation), außerhalb der Seefahrt jedoch für eine sehr große (unermessliche) Tiefe (Augmentativbildung mit un-). In anderen Fällen unterscheiden sich scheinbare Januswörter im Wortakzent (umfáhren – úmfahren) oder sind syntaktisch oder hinsichtlich der thematischen Rolle ihrer Bezugswörter eingeschränkt (z. B. transitives/intransitives anhalten, un-/belebtes Objekt zu anhalten).

## Beispiele im Deutschen
abdecken
‚mit einer Bedeckung z. B. vor Blicken oder Staub schützen, zudecken, bedecken‘, z. B. die Leiche/die Möbel abdecken
‚die Bedeckung entfernen, etwas wegnehmen‘, z. B. das Dach/den Tisch/die Stute abdecken
(Im Spanischen hat das Wort 'cubrir' ebenfalls diese beiden Bedeutungen.)
allerdings
‚jedoch, aber‘ (drückt eine Einschränkung aus)
‚natürlich, freilich, gewiss, selbstverständlich‘ (als nachdrückliche Bejahung mit gesprochenem Ausrufezeichen)
anhalten
‚andauern, sich fortsetzen‘, z. B. Der Reisestrom zum Ferienbeginn wird wohl noch das ganze Wochenende anhalten.
‚aufhalten, zum Stillstand bringen‘, z. B. Der Stau zwang viele Reisende am Wochenende zum Anhalten.
aufheben
‚durch Nichtverwendung bewahren/erhalten, evtl. für später‘
‚beseitigen, abschaffen, für nichtig erklären‘
auflassen
‚offen lassen‘
‚aufgeben/schließen‘
ausbauen
‚herausnehmen, entfernen, demontieren‘
‚planmäßig vergrößern, erweitern‘
‚den Vorsprung vergrößern‘
außer, abgesehen von, bis auf
‚ausgenommen‘ (ausschließend), z. B. Sie mag alle Zitrusfrüchte außer Orangen.
‚neben, zusätzlich zu, zugleich mit‘ (einschließend), z. B. Außer Orangen mag sie auch noch Pampelmusen.
Beule
‚Vertiefung‘, ‚Delle‘ (im Blech), z. B. Die Motorhaube war mit Beulen übersät.
‚Erhebung‘, ‚Schwellung‘, z. B. Er stieß mit dem Kopf an den Türrahmen und bekam eine heftige Beule.
Denkpause
‚Pause vom Denken‘
‚Pause um zu Denken‘
einstellen
‚etwas so einstellen, dass es fehlerfrei arbeitet, einrichten, funktionsfähig machen‘, z. B. den Fernseher (die Telefonanlage/…) einstellen
‚beendigen, außer Betrieb nehmen‘, z. B. Der Bahnverkehr (die Produktion/das Projekt/…) wurde eingestellt.
erlassen
‚anordnen‘, z. B. einen Strafbefehl erlassen.
‚eine Anordnung zurücknehmen‘, z. B. eine Strafe erlassen.
gewiss
‚bestimmt, sicher, selbstverständlich‘; wenn nicht attributiv, also z. B. das Ergebnis (der Sieg / der Sieger / …) ist jetzt schon gewiss,
‚unbestimmt, vage, nicht genau benennbar‘; wenn attributiv, z. B. eine gewisse Menge; unter gewissen Voraussetzungen
grundsätzlich/prinzipiell
,allgemeingültig, ausnahmslos'
,in der Regel, zumeist, von bestimmten Ausnahmen abgesehen'
Platzangst
‚Angst vor weiten Plätzen‘, Agoraphobie (wissenschaftlich)
‚Angst vor engen Räumen‘, Klaustrophobie (umgangssprachlich)
sanktionieren
‚Gesetzeskraft verleihen‘, ‚billigen‘, ‚gutheißen‘
‚mit Strafe bedrohen‘, ‚bestrafen‘, ‚Sanktionen verhängen‘
übersehen
‚gänzlich (von oben) sehen, Übersicht haben‘
‚nicht sehen/bemerken, vorbei sehen‘
(vgl. die Antwort des Männleins von Thomas M. Mayr auf das Gedicht von Robert Gernhardt (s. u.: umfahren): „Es gilt doch klar zu sehen, / um mich könnt’s sein geschehen. / Ob der wohl übersieht, / was hier jetzt gleich geschieht?“)
umfahren
(in der gesprochenen Sprache ist die Bedeutung aufgrund der Betonung erkennbar)
‚um ein Hindernis herum (vorbei) fahren‘ (Betonung auf -fahren)
‚gegen ein Hindernis fahren, so dass es umfällt‘ (Betonung auf um-)
(vgl. das Gedicht von Robert Gernhardt: „Ein Männlein steht im Walde / ganz still und stumm, / wenn ich es nicht umfahre, / dann fahre ich es um.“)
Untiefe
nautisch: ‚seichte Stelle in einem Gewässer‘
umgangssprachlich: ‚große Tiefe‘

## Belege
1. ↑  A. Blank: Einführung in die lexikalische Semantik für Romanisten. 2001.
2. ↑  Charlie Ellis: Antagonyms: Derivation of the word “antagonym” by the author. University of Michigan, 1. Januar 1999, abgerufen am 2. April 2018 (englisch).
3. ↑  Alex Eulenberg: Sum: Words that are their own opposites. In: LINGUIST List 6.74. 20. Januar 1995, abgerufen am 2. April 2018 (englisch).
4. ↑  abdecken. In: Digitales Wörterbuch der deutschen Sprache. Abgerufen am 28. August 2019
5. ↑  allerdings. In: Digitales Wörterbuch der deutschen Sprache. Abgerufen am 28. August 2019
6. ↑  Peter Rolf Lutzeier: Wörterbuch des Gegensinns im Deutschen. Band 1: A–G. Walter de Gruyter, Berlin/New York 2007, ISBN 978-3-11-019000-7, S. 27 (abgerufen über De Gruyter Online).
7. ↑  anhalten. In: Digitales Wörterbuch der deutschen Sprache. Abgerufen am 9. Oktober 2019
8. ↑  aufheben. In: Digitales Wörterbuch der deutschen Sprache. Abgerufen am 28. August 2019
9. ↑  auflassen. In: Duden.
10. ↑  ausbauen. In: Digitales Wörterbuch der deutschen Sprache. Abgerufen am 28. August 2019
11. ↑  neben. In: duden.de, abgerufen am 9. Oktober 2019.
12. ↑  einstellen. In: Digitales Wörterbuch der deutschen Sprache. Abgerufen am 28. August 2019
13. ↑  erlassen. In: Digitales Wörterbuch der deutschen Sprache. Abgerufen am 16. Januar 2025
14. ↑  gewiss. In: Digitales Wörterbuch der deutschen Sprache. Abgerufen am 9. Oktober 2019
15. ↑  grundsätzlich. Duden, abgerufen am 2. April 2018: „einem Grundsatz folgend, entsprechend; aus Prinzip, ohne Ausnahme / mit dem Vorbehalt bestimmter Ausnahmen; im Allgemeinen, in der Regel“
16. ↑  Systematisches und alphabetisches Verzeichnis („Diagnosenthesaurus“) der ICD-10-GM 2018, Sigle F40.00. In: icdscout.de, abgerufen am 28. August 2019.
17. ↑  Platzangst. In: Digitales Wörterbuch der deutschen Sprache. Abgerufen am 28. August 2019
18. ↑  aus: Stellen Sie sich vor, Geest-Verlag, Visbek 2023. Abgerufen am 27. Mai 2024
19. ↑  aus: Späte Spagate, S. Fischer, Frankfurt 2008 (posthum veröffentlicht). Abgerufen am 20. November 2021
20. ↑  Untiefe. Duden, abgerufen am 2. April 2018.
21. ↑  Untiefe. In: Digitales Wörterbuch der deutschen Sprache. Abgerufen am 28. August 2019